# Alexander Wilhelm Lagerborg
Alexander Wilhelm Lagerborg, född 20 augusti 1838 i Uleåborg, död 7 juli 1905 i Lojo, var en finländsk ingenjör och politiker.
Lagerborgs var  son till landshövdingen Robert Wilhelm Lagerborg och Carolina Sofia Margareta Virgin. 
Han utbildade sig till ingenjör på kadettskolan i Fredrikshamn, tjänstgjorde inom väg- och vattenbyggnadsbranschen fram till 1866, då han avgick från dem med underkaptensgrad. Lagerborg var också en av grundarna av försäkringsbolaget Kaleva.
Lagerborg deltog i riksdagarna 1867, 1872, 1877–1878, 1882, 1885, 1888, 1891, 1894, 1897, 1899, 1900 och 1904.
Författaren Nanny Cedercreutz var Lagerborgs dotter i hans första äktenskap.